# 루앙의 센강 (모네)
루앙의 센강(프랑스어: La Seine à Rouen)은 프랑스 인상파 화가 클로드 모네의 1872년 유화 작품으로, 현재 러시아 상트페테르부르크의 에르미타시 박물관에 소장되어 있다.

## 상세
크기는 54 × 65.5cm이며, 아름답고 화창한 날 프랑스 루앙 부두에 정박해 있는 범선들을 담고 있다. 그림 내 수직과 수평구도를 살린 것이 주된 특징으로, 나무와 나뭇잎이 배 위를 차지한 구도나 센강에 비춰지는 강 풍경의 묘사가 돋보인다.
과거 오토 크레브스가 소장하고 있었으나 1945년 소련의 전쟁피해 보상으로 컬렉션이 압수된 이래 상트페테르부르크의 에르미타시 박물관으로 이관되었다. 1995년부터 대중에 공개되었다.

## 같이 보기
- 루앙의 센강